# Метеорен поток
Метеорен поток (oще познат като „звезден/метеорен дъжд“) e астрономическо явление, при което голям брой метеори се виждат за кратък период от време.
Всяка година в един и същи период орбитата на Земята пресича облак от частици твърда материя – отломки от периодични комети, останали в орбита около Слънцето.
Метеорните потоци носят името на съзвездието, в което се намира техният радиант. Те се движат със скорост между 50 400 и 255 600 km/h. Една от характеристиките на метеорния поток е зенитното часово число, което задава броя метеори от потока, които могат да бъдат наблюдавани в рамките на един час при ясно нощно небе, когато радиантът на метеорния поток се намира в зенита. Метеорния поток не причинява вреди на хората.